# Fahrt (Worms-Rheindürkheim)
Das Fahrt (auch Rheindürkheimer Fahrt) ist ein Wohnplatz im Süden des Wormser Stadtteils Rheindürkheim. Durch die Ausweisung von Gewerbeflächen in der zweiten Hälfte des 20. Jahrhunderts ist der ursprünglich etwa 1 km südlich von Rheindürkheim gelegene Ort heute mit Rheindürkheim weitgehend zusammengewachsen. Benannt ist er nach der bis 1894 hier betriebenen Fähre nach Nordheim; an der Fährstelle befindet sich heute eine sogenannte NATO-Rampe. Über die Fähre konnte man, unter Umgehung der rechtsrheinisch am Wormser Rheinübergang gelegenen Kurmainzer Zollstation Wehrzollhaus, innerhalb des Gebietes des Kurfürstentums Pfalz vom linksrheinischen Oberamt Alzey zum rechtsrheinischen Amt Bergstraße und nach Heidelberg gelangen.
Der Rheindürkheimer Ortsteil Fahrt ist seit 1457 als „Zimmermanns-Hütte“ bzw. „Neue Hütte“ belegt. Bis 1467 gehörte das Fahrt, wie Rheindürkheim und der Mückenhäuser Hof den Leiningern, zuletzt der älteren Dagsburger Linie. Nach deren Aussterben fielen diese Orte gemeinschaftlich an das Hochstift Worms und die Kurpfalz. Bei der Auflösung des Kondominiums 1705 kam Rheindürkheim zum Hochstift, während das Fahrt als Zoll- und Fährstation und der Mückenhäuser Hof bei der Kurpfalz blieben. Mit der Schaffung des Département du Mont-Tonnerre 1798 wurde der Großteil des Fahrts nach Rheindürkheim eingegliedert, ein kleiner Gebietsteil kam zu Osthofen. Erst mit der Eingemeindung Rheindürkheims nach Worms 1969 wurden beide Teile des Fahrts wieder zusammengeschlossen.
In der kurpfälzischen Zeit vom 16. bis 18. Jahrhundert befand sich auf den natürlichen Hochufer am Fahrt der Hafenkran des Oberamts Alzey mit angeschlossenem Holzhof. Von hier aus wurde das Oberamt über den „Holzweg“ oder auch „Bellenheckenweg“ mit Bau- und Brennholz aus der Pfalz, den Vogesen und dem Schwarzwald versorgt, das über den Rhein getriftet wurde. Der erste Rheinkran an dieser Stelle wurde wohl zwischen 1560 und 1565 gebaut und ist über das Kranrecht der Kurpfalz ab 1567 belegt. Wahrscheinlich wurde der bereits renovierungsbedürftige Kran in den Kriegsjahren 1794/95 von Franzosen abgebrochen, die auch das Herrenhaus am Fahrt „des Holzes zum Brennen wegen“ abrissen. Unterhalb des Kranecks befinden sich die „Hungersteine“ aus der Zeit nach der Rheinkorrektur. Sie sind nur bei sehr starkem Niedrigwasser zu sehen. Früher waren Jahre mit besonders niedrigem Pegel Dürrejahre und somit auch Hungerjahre. Hier wurde im Nachkriegshungerjahr 1947 das Wort „Hunger“ eingemeißelt und mit Jahreszahl versehen.